# TCA Awards
Los Premios de la Asociación de Críticos de Televisión (en inglés, Television Critics Association Awards), conocidos simplemente como Premios TCA (en inglés, TCA Awards), son unos premios organizados por la Asociación de Críticos de Televisión en reconocimiento a la excelencia en televisión.
Los premios son presentados anualmente durante el mes de julio aprovechando la gira de prensa de verano, celebrándose en Estados Unidos y Canadá.
Por la pandemia de coronavirus, las ediciones de 2020 y 2021 de los premios TCA se entregaron en línea. Debido a las disputas laborales de Hollywood de 2023, los ganadores de los premios de 2023 fueron presentados a través de un comunicado de prensa de la Asociación de Críticos de Televisión sin ceremonia en persona.

## Historia
A través de los años, se han ido incorporando nuevas categorías a la lista de galardones ya existentes en los premios TCA, siendo las dos primeras las de Logros individuales a comedia y drama (1997); un año más tarde se unió la categoría de Mejor programa nuevo (1998). Los premios TCA ya contaban con diez categorías, pero en 2002 se volvió a añadir un nuevo galardón, el premio Patrimonio, en honor a las figuras más emblemáticas de la televisión. Por último, en 2011, con el nombre de Mejor programa de telerrealidad, fue añadida la última categoría de los premios hasta la actualidad.
El 27 de mayo de 2014, la dirección de los premios TCA anunció que el trigésimo aniversario de los premios se celebraría entre los días 13 y 23 de julio, publicando los nominados de cada categoría.
Se han celebrado un total de veintinueve ediciones desde su fundación en 1984, aunque la primera gala de premios no tuvo lugar hasta el año siguiente.

## Categorías
Los premios TCA se dividen en doce categorías:
- Programa del año
- Mejor programa nuevo
- Mejor espacio de información y noticias
- Mejor drama
- Mejor programa de telerrealidad
- Logro individual en comedia
- Logro individual en drama
- Logro excepcional en comedia
- Logro excepcional en programación infantil
- Sobresaliente en películas, miniseries y especiales
- Premio Patrimonio
- Premio a toda una carrera

### Categoría retirada
Los premios en la categoría de Logro excepcional en deportes se entregaron durante trece años, comenzando a entregarse en 1985 con la gala de inauguración de los premios TCA, y siendo eliminados tras su última entrega en la ceremonia de 1997.
- Logro excepcional en deportes

## Lista de ceremonias
| Ediciones |
| 1985 · 1986 · 1987 · 1988 · 1989 · 1990 · 1991 · 1992 · 1993 · 1994 · 1995 · 1996 · 1997 · 1998 · 1999 · 2000 · 2001 · 2002 · 2003 · 2004 · 2005 · 2006 · 2007 · 2008 · 2009 · 2010 · 2011 · 2012 · 2013 · 2014 |